# North Buena Vista
North Buena Vista és una població dels Estats Units a l'estat d'Iowa. Segons el cens del 2000 tenia 124 habitants.

## Demografia
Segons el cens del 2000, North Buena Vista tenia 124 habitants, 54 habitatges, i 34 famílies. La densitat de població era de 69,4 habitants/km².
Dels 54 habitatges en un 31,5% hi vivien nens de menys de 18 anys, en un 51,9% hi vivien parelles casades, en un 5,6% dones solteres, i en un 35,2% no eren unitats familiars. En el 25,9% dels habitatges hi vivien persones soles el 9,3% de les quals corresponia a persones de 65 anys o més que vivien soles. El nombre mitjà de persones vivint en cada habitatge era de 2,3 i el nombre mitjà de persones que vivien en cada família era de 2,8.
Per edats la població es repartia de la següent manera: un 22,6% tenia menys de 18 anys, un 9,7% entre 18 i 24, un 31,5% entre 25 i 44, un 26,6% de 45 a 60 i un 9,7% 65 anys o més.
L'edat mediana era de 38 anys. Per cada 100 dones de 18 o més anys hi havia 108,7 homes.
La renda mediana per habitatge era de 20.625 $ i la renda mediana per família de 38.750 $. Els homes tenien una renda mediana de 21.875 $ mentre que les dones 17.361 $. La renda per capita de la població era de 12.729 $. Entorn del 25% de les famílies i el 13,8% de la població estaven per davall del llindar de pobresa.

## Poblacions més properes
El següent diagrama mostra les poblacions més properes.